# クロボシヒラアジ
クロボシヒラアジ（学名:Alepes djedaba）は熱帯の海に生息する、アジ科に属する魚類である。クロボシヒラアジはインド洋と太平洋の熱帯、亜熱帯域に広く生息し、生息域は西は南アフリカ、東はハワイ、北は日本、そして南はオーストラリアまで広がっている。近縁種と体型は類似しており、同じマブタシマアジ属の他種とは判別が難しい。最大で体長40cmになる近縁種の中では比較的大型の種であるが、ふつうみられるのはそれよりも小さいサイズの個体である。本種はしばしば大きな群れを形成し、肉食で様々な種類の甲殻類や小魚を捕食する。漁業においてそれほど重要な種ではない。

## 分類
クロボシヒラアジはマブタシマアジ属(Alepes)に属する5種のうちの1種である。なお分子系統学の研究により、少なくともクロボシヒラアジとミヤカミヒラアジ(Alepes kleinii)は非常に近縁であることが示され、マブタシマアジ属という分類の正当性は立証されている。
クロボシヒラアジはスウェーデンの博物学者ペール・フォルスコールによって、紅海で採集された標本をホロタイプとし1775年に初記載された。彼は本種をScomber djedabaと名付け、サバ科のサバ属(Scomber)に分類した。なお、当時はアジ科がまだ作られていなかったため、現在のアジ科に属する魚はサバ科に分類されていた。後の分類学者たちはそれ以来本種を、メアジ属(Selar)、ギンガメアジ属(Caranx)、マテアジ属(Atule)といったより適切なアジ科の属に分類しようと試みた。また本種は二度再記載されており、本種の分類をめぐる混乱を深めることとなった。具体的には一度目はキュヴィエによってCaranx kallaとして、二度目はヘンリー・W・ファウラーによってCaranx microbrachiumとして再記載された。このうちCaranx kallaは後にマテアジ属(Atule)に移されたが、現在ではCaranx microbrachiumとともに後行シノニムとして国際動物命名規約に基づき無効とされている。現在有効なAlepes djedabaという学名は具志堅宗弘による日本のアジ科魚類の分類を再検討した論文の中で、マブタシマアジ属にみられる形態的特徴が本種に多数みとめられるとして提案されたものである。

## 形態

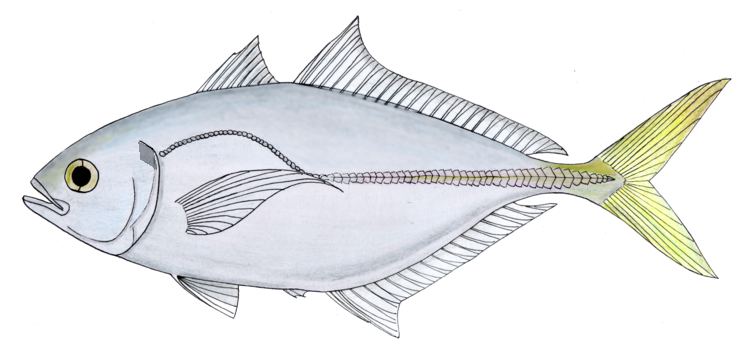
クロボシヒラアジの体型は扁平な楕円形である。

クロボシヒラアジは近縁種の中では比較的大型の種であり、最大で40cmに達するという記録があるが、通常みられるのは25cm程度の個体である。本種は他のアジ亜科の魚類とよく似た扁平な楕円形の体型をもつ。吻は鋭く、眼の直径は吻の長さとほぼ等しい。よく発達した脂瞼（透明な瞼状の部分）が眼の後半部にある。背鰭は二つに分離しており、第一背鰭は8本の棘をもち、第二背鰭は1本の棘とそれに続く23から25本の軟条をもつ。臀鰭（尻びれ）は前方に離れて存在する2本の棘と、後方にある1本の棘に続く18から20本の軟条から成っている。側線の前半部は大きなカーブを描き31から36枚の鱗をもつ一方、後半の直線部は77から85の稜鱗（アジ亜科に特有の鱗）をもつ。
体色は全体が銀色であるが、背部は緑色から青色を帯び、腹部はより白味がかった色となっている。鰓蓋の縁には暗い班が存在している。

## 分布
クロボシヒラアジはインド太平洋全域に生息し、生息域は西から南アフリカ、アフリカ東海岸、インド、アジア、インドネシア、オーストラリア北部、日本を含み、東はハワイまで広がっている。また本種はスエズ運河を通り地中海のイスラエル、レバノン、エジプト沿岸、そしてマルマラ海にも生息域を伸ばしている。
本種は日本においてはかつてあまりみられることはなかったが、1996年に初めて報告され、2008年頃に至って宮崎県などにおいて大型の個体が一定数漁獲されるようになった。この原因として、冬の海水温が上昇したため、本種の日本近海における越冬が可能になったことが挙げられている。
本種は主に沿岸海域のサンゴ礁などに生息し、しばしば大きな群れを作る。また単独で行動する際は、日本の磯波帯や南アフリカの三角江でもみられる。本種は時たま外洋でも発見されることがあり、外洋性の生活を送ることもあると考えられる。

## 生態

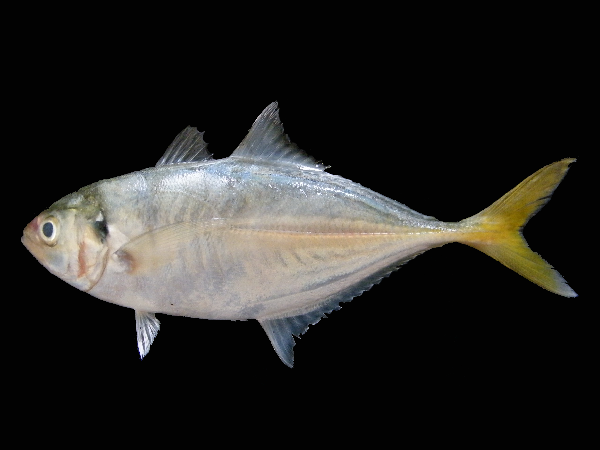
タイの市場で売られていたクロボシヒラアジ

クロボシヒラアジは回遊魚であることが知られている。インドにおける報告では本種が9月から5月までチェンナイ沿岸で過ごした後、産卵のため別の場所へ移動することが示唆されている。クロボシヒラアジは様々な生物を捕食し、成長の過程において少なくとも二度食生活が変化する。つまり、成魚は小魚や甲殻類、昆虫やその幼虫を捕食するが、特に体長150mmから199mmの個体と体長240mmから319mmの個体は小魚を好む一方、体長200mmから239mmの個体は貝虫やその他の甲殻類を好むのである。捕食する生物の種類から、本種は中層において活発に動き獲物を捕食していると推測される。繁殖期には食物摂取が減っており、繁殖期の間は捕食行動をあまり行わないことが示唆される。尾叉長で約17cmにおいて性的成熟に達し、産卵は浅い沿岸域の海で行われると推測されている。

## 人間との関係
本種は様々な漁法によってしばしば混獲されるが、小型であまり商業的価値がないため、ほとんどの国において漁業の対象としての重要性は高くない。しかし、インドにおいては巾着網を用いた漁業で漁獲されるアジ類の43％を本種が占めるほか、クウェート等において様々な伝統的漁法による零細漁業でしばしば漁獲される。本種はその生息域の中でもアジア、インドネシアの沿岸部で最も多く漁獲され、美味とみなされている。日本の宮崎県等においても、漁獲量の増加にともない本種がスーパーマーケットでも販売されるようになっている。